# Juan Alejandro Borchex
Juan Alejandro Borchex (Rojas, 29 de mayo de 1880 - Junín, 27 de noviembre de 1939) fue un político argentino conservador que ocupó el cargo de intendente del partido de Junín (provincia de Buenos Aires) en tres oportunidades, en la década de 1930.
En la actividad privada se dedicó a la empresa de pompas fúnebres que llevó su nombre. Falleció mientras ocupaba el cargo de intendente.
Actualmente, en la ciudad de Junín, llevan su nombre:
- La calle que nace en la Avenida Mitre al 400, continuación de la calle Zapiola.
- El Parque Municipal a orillas del río Salado.
- La plazoleta ubicada en la esquina de las calles Pasteur y Quintana, en el Barrio Belgrano.